# Jayne Ozanne
Jayne Margaret Ozanne (Barnstaple, 13 de novembro de 1968) é uma anglicana evangélica britânica. Tendo se assumido publicamente como gay em 2015, ela faz campanha para proteger pessoas LGBTQI de abusos. Ozanne fundou e lançou a Fundação Ozanne em 2017, que trabalha com organizações religiosas ao redor do mundo sobre preconceito e discriminação de pessoas LGBTQI. Ozanne fundou e preside a Coalizão para Banir a Terapia de Conversão. De janeiro de 1999 a dezembro de 2004, ela foi membro do Conselho dos Arcebispos, o órgão executivo central da Igreja da Inglaterra.

## Primeiros anos e educação
Ozanne nasceu em 13 de novembro de 1968 em Barnstaple, Devon, Inglaterra. Ela cresceu em Guernsey, em um ambiente conservador e religioso. Ela foi educada no The Ladies' College, Guernsey, uma escola particular só para meninas em Guernsey. Ela estudou matemática no St John's College, Cambridge, uma das primeiras alunas de graduação a estudar o assunto na faculdade. Ela se formou com um diploma de Bachelor of Arts (BA) em 1990. Mais tarde, ela estudou para um certificado de pós-graduação em diplomacia internacional como parte do Programa de Estudos Diplomáticos da Universidade de Oxford. Durante seu trabalho para essa qualificação, ela foi aluna do Magdalen College, Oxford.

## Carreira
Após concluir a graduação, Ozanne trabalhou em gestão de marcas na Procter & Gamble (1990-1993) e, posteriormente, na Kimberly-Clark (1993-1996). Posteriormente, passou dois anos como chefe de marketing na BBC Television. Fundou a Ozanne Consultancy Services em 1998.
Após concluir seu programa de pós-graduação e atuar como pesquisadora visitante no Departamento de Desenvolvimento Internacional da Universidade de Oxford (2007-2008), ela se dedicou à arrecadação de fundos. Foi diretora de desenvolvimento de fundos da Associação Mundial de Guias e Escoteiras (2010-2011), chefe de parcerias para arrecadação de fundos na Oxfam GB (2011), diretora de arrecadação de fundos da Tony Blair Faith Foundation (2012) e diretora de arrecadação de fundos do Oxford Radcliffe Hospitals Charitable Funds (2014-2016).

### Ativista religiosa
Ozanne iniciou sua trajetória religiosa no Sínodo Geral da Igreja da Inglaterra de 1999 a 2004. Em 2014, ela decidiu se envolver mais publicamente com o debate sobre sexualidade dentro da Igreja. Em 2015, ela foi eleita novamente para o Sínodo Geral. Desde então, ela tem se envolvido fortemente na campanha por direitos iguais para a comunidade LGBTI. Ela foi descrita como "uma das ativistas evangélicas mais influentes da Igreja da Inglaterra".
Ozanne pediu que os versículos anti-LGBT da Bíblia sejam revistos. Ela acredita que eles foram mal interpretados, afirmando: "Até William Wilberforce surgir, muitos evangélicos acreditavam fundamentalmente que era correto tratar os negros como escravos."
Ela renunciou ao cargo de membro do painel consultivo LGBT+ do governo em março de 2021, acusando os ministros da igualdade Liz Truss e Kemi Badenoch de "criar um 'ambiente hostil' para lésbicas, gays, bissexuais e transgêneros" e "alegando que participou de reuniões com a dupla e 'ficou surpresa com o quão ignorantes eles são'".
Ozanne é fundadora da coalizão Ban Conversion Therapy. Em novembro de 2021, no Middle Temple, Ozanne participou de um debate sobre terapia de conversão com a CEO da Stonewall, Nancy Kelley, e a advogada "crítica de gênero" Naomi Cunningham.

### Diretora da Fundação Ozanne
Ozanne é diretora da Fundação Ozanne, que recebeu o status de instituição de caridade em 2018. O bispo de Liverpool, Paul Bayes, é o presidente da fundação. A Fundação Ozanne trabalha com organizações religiosas para acabar com a discriminação com base na sexualidade ou no gênero.
Em junho de 2020, a Fundação Ozanne criou um conselho consultivo inter-religioso para combater a discriminação. Os membros do conselho incluem o Dr. Jagbi Jhutti-Johal, Anil Bhanot, Ursula Halligan, Dilwar Hussain, Laura Janner-Klausner, Frederick Hyde-Chambers, Hannah Brock Womack, Revd David Mayne e Revd Michaela Youngson.
Em dezembro de 2021, o Ozanne Foundation Awards entregou prêmios a Gregory Cameron, Alicia Kearns, Helena Kennedy, Baronesa Kennedy de The Shaws e Jeremy Marks, pelo que Bayes descreveu como "impacto significativo na vida de pessoas LGBT+, particularmente aquelas que vivem em ambientes religiosos". Ozanne disse: "Estou emocionada por podermos reconhecer alguns de nossos heróis anônimos que tanto deram na luta pela igualdade".
Em 22 de novembro de 2024, Ozanne foi nomeada Doutora pela Universidade de Kent. O professor Ben Cosh proferiu seu discurso e ela proferiu um discurso na Catedral de Canterbury.

### Atuação política
Nas eleições gerais de Guernsey de 2025, Ozanne se apresentou como candidata independente para os Estados de Guernsey. Em 18 de junho de 2025, ela foi eleita deputada com 6.197.

## Vida pessoal
Tendo acreditado anteriormente que ser cristão e ser gay não eram compatíveis, Ozanne procurou um ministério de libertação e passou por um exorcismo. Ela também viveu um estilo de vida celibatário, abstendo-se de qualquer relacionamento sexual. Aos 28 anos, tendo lutado contra a depressão, ela teve um colapso nervoso que resultou em sua internação no hospital.
Em 2009, após anos de luta pessoal como cristã evangélica tentando conciliar sua fé com sua sexualidade, Ozanne se assumiu gay para seus amigos e familiares. Ela então entrou em um relacionamento de longo prazo com outra mulher, embora tenham se separado após cinco anos juntas. Ela se assumiu publicamente em 2015.

## Obras publicadas
- Ozanne, Jayne (2016). Journeys in Grace and Truth: Revisiting Scripture and Sexuality (em inglês). London: Ekklesia. ISBN 978-0993294242
- Ozanne, Jayne (2018). Just Love: A journey of self-acceptance (em inglês). London: Darton, Longman & Todd Ltd. ISBN 978-0232533750